# توماس برونز
توماس برونز (بالهولندية: Thomas Bruns)‏ (7 يناير 1992 بفيردن في هولندا - ) هو لاعب كرة قدم هولندي في مركز الوسط. شارك مع منتخب هولندا تحت 17 سنة لكرة القدم ومنتخب هولندا تحت 21 سنة لكرة القدم. أما مع النوادي، فقد لعب مع هيراكليس ألميلو.

## روابط خارجية
- توماس برونز على موقع قاعدة بيانات كرة القدم.إي يو (الإنجليزية)
- توماس برونز على موقع Soccerway.com (الإنجليزية)
- توماس برونز على موقع عالم كرة القدم.نت (الإنجليزية)